# Maccabi (bière)
Maccabi (בירה מכבי) est une bière israélienne brassée en Israël depuis 1968. Elle est fabriquée par Tempo Beer Industries Ltd. Son nom évoque les Maccabées comme de nombreuses organisations ou clubs sportifs israéliens.

C'est une pils qui contient 4,9 % d'alcool.

C'est la bière israélienne la plus exportée, et considérée par beaucoup comme la bière nationale. Son slogan fut longtemps : « Dans le monde on appelle ça le sans-gêne israélien » ("בעולם קוראים לזה חוצפה ישראלית").